# M9 (locomotive)
La class M9 est une série de locomotive diesel en service au sein des chemins de fer sri lankais depuis 2000.

## Histoire

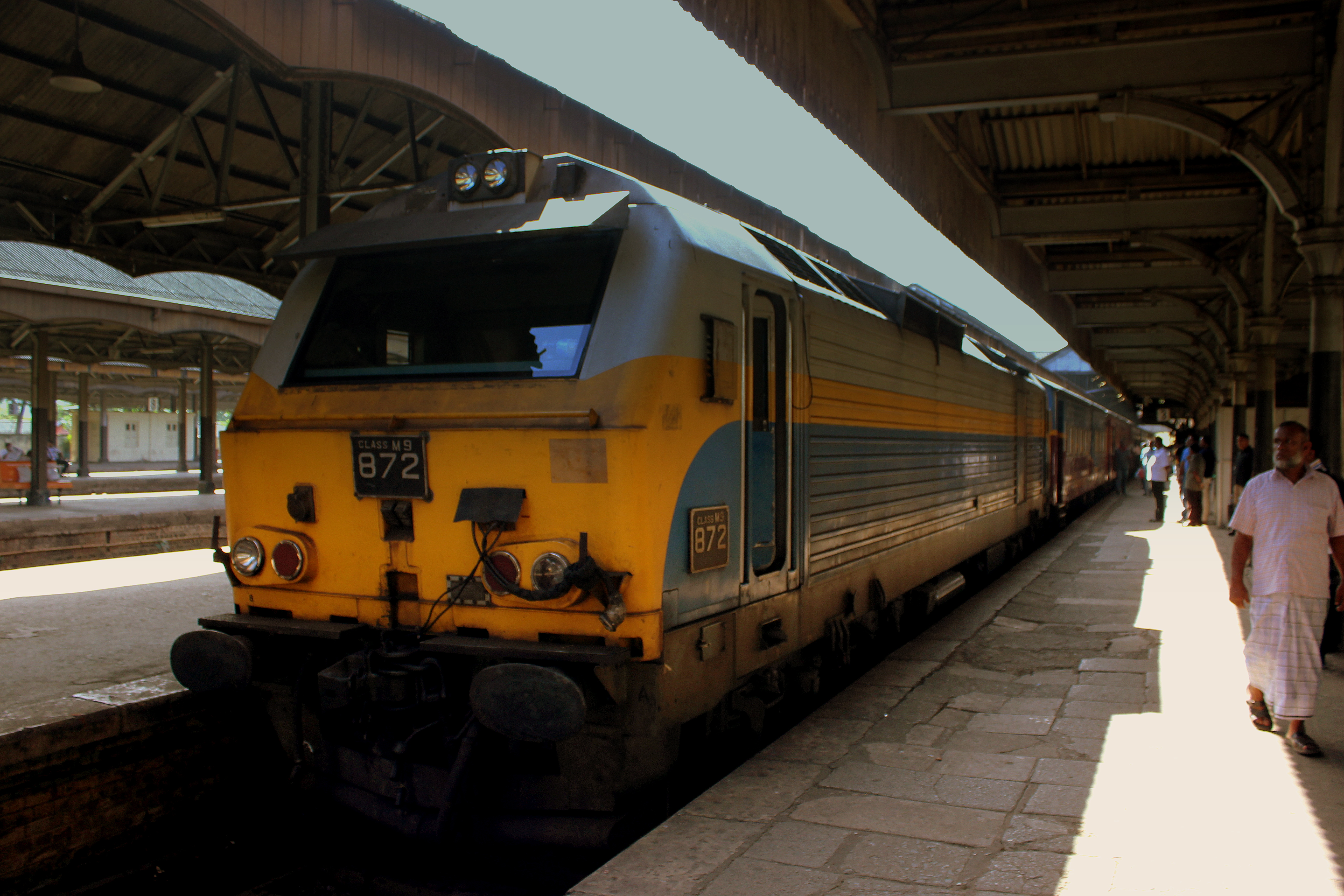
M9 n°872 en gare de Colombo.

Cette série a été construite par l'usine meinfesa d'Alstom dans l'usine de Valence en Espagne. Elle est motorisée par Reuston ; un moteur diesel V 12 de type RK 215 alimente en électricité des moteurs électriques D78. Elle est dérivée de la série class 67 exploitée par EWS au Royaume-Uni.
Elle a eu des problèmes récurrents importants de motorisation mécaniques et électriques liés à une mauvaise adaptation au climat local. Ils ont conduit à la mise en attente de 7 locomotives sur 10, mais la remise en service s'est achevée en 2010.